# Мелисса Моне
Мелисса Моне (англ. Melissa Monet, настоящее имя Минди ДеБайз англ. Mindy DeBaise, род. 16 июля 1964, Статен-Айленд, Нью-Йорк) — американская порноактриса, режиссёр и сценарист.

## Биография
Родилась 16 июля 1964 года в Статен-Айленде, Нью-Йорк. Имеет немецкие, австрийские, итальянские и еврейские (ашкеназы) корни. Первоначально работала бухгалтером в общем инвестиционном фонде в Нью-Йорке. В 1980-е годы работала проституткой.
Дебютировала в порноиндустрии в июле 1994 года, в возрасте 30 лет. Как многих других актрис, начавших сниматься после тридцати лет, за телесложение, возраст и атрибуты е стали называть актрисой MILF.
Работала в таких киностудиях, как Forbbiden Films, Metro, VCA Pictures, Wicked Pictures, Vivid, Girlfriends Films, Evil Angel, Elegant Angel, Mile High, Pleasure, Sweetheart Video, Odyssey и другие.
Вскоре после дебюта в качестве актрисы Мелисса заинтересовалась созданием фильмов, став режиссёром и продюсером, вначале эксклюзивно для компании Spice Channel, а затем для Second Chances и Sweetheart Video. В качестве режиссёра сняла в общей сложности 20 фильмов, среди которых Bludreams 2, Girls Kissing Girls 15, Lesbian Babysitters 12, Mother Lovers Society 11, Second Chances и Shades Of Pink.
За работу по созданию фильмов была номинирована на AVN Awards в 2005 и 2006 годах в категориях «лучший сценарий» за Killer Sex and Suicide Blondes и «лучшая художественная режиссура» за Camp Cuddly Pines Powertool Massacre.
Как актриса была номинирована на AVN Awards трижды. В 2010 году — как лучшая актриса за роль в My Daughter’s Boyfriend. Год спустя за фильм River Rock Women’s Prison была представлена в категориях «лучшая актриса второго плана» и «лучшая лесбийская сцена» вместе с Жюстин Джоли.
В качестве актрисы ушла на пенсию в 2014 году, но ещё год работала режиссёром. Снялась более чем в 200 фильмах.

## Награды и номинации
| Год  | Церемония  | Результат | Номинация                       | Работа                               |
| ---- | ---------- | --------- | ------------------------------- | ------------------------------------ |
| 2005 | AVN Awards | Номинация | Лучший сценарий                 | Killer Sex and Suicide Blondes       |
| 2006 | AVN Awards | Номинация | Лучшая художественная режиссура | Camp Cuddly Pines Powertool Massacre |
| 2010 | AVN Awards | Номинация | Лучшая актриса                  | My Daughter’s Boyfriend              |
| 2011 | AVN Awards | Номинация | Лучшая актриса второго плана    | River Rock Women’s Prison            |
| 2011 | AVN Awards | Номинация | Лучшая сцена лесбийского секса  | River Rock Women’s Prison            |

## Избранная фильмография

### Актриса
- 1994: Bad Girls 3: Cell Block 69
- 1994: Pussyman 8: The Squirt Queens
- 1995: The Butt Sisters Do Daytona
- 1995: Women on Fire
- 1996: Rainwoman 9: Wetlands
- 1996: Where the Girls Sweat: Not the Sequel
- 1997: Capitaine Orgazmo
- 1997: Pussyman 13: Lips
- 1998: Taboo 14: Kissing Cousins
- 2004: Veronica’s Game
- 2005: Clusterfuck
- 2008: Lesbian Seductions: Older/Younger 23
- 2008: MILF Magnet 2
- 2009: Lesbian Adventures: Older Women Younger Girls 1
- 2009: Lesbian Adventures: Victorian Love Letters
- 2009: Mother-Daughter Exchange Club 6
- 2010: Mother-Daughter Exchange Club 11
- 2010: Lesbian Adventures: Wet Panties
- 2011: Lesbian Seductions: Older/Younger 35
- 2011: Women Seeking Women 74
- 2012: Mommy and Me 3
- 2013: Mother Lovers Society 8
- 2014: Watch Me Diddle My Pussy
- 2014: Lesbian Babysitters 12

### Режиссёр
- 1997 Two of a Kind
- 1998 Porn… It’s a Living
- 2000 Sex Files: Sexually Bewitched
- 2001 Scandal: Sin in the City
- 2002 Deviant Desires (телефильм)
- 2010 To Protect and to Serve
- 2010 Blu Dreams 2
- 2010 To Protect and to Serve 2
- 2012 Mother Lovers Society Vol. 7
- 2013 Shades of Pink
- 2014 Girls Kissing Girls 15